# Kurt Koch
Kurt Koch (Emmenbrücke, 15 marzo 1950) è un cardinale e arcivescovo cattolico svizzero, dal 5 giugno 2022 al 21 aprile 2025 e dal 9 maggio 2025 prefetto del Dicastero per la promozione dell'unità dei cristiani.

## Biografia
Nato il 15 marzo 1950 a Emmenbrücke, un paesino della diocesi di Basilea, riceve l'ordinazione sacerdotale il 20 giugno 1982 ed è stato incardinato nella sua diocesi d'origine.
Nominato vescovo di Basilea il 21 agosto 1995 da papa Giovanni Paolo II, riceve la consacrazione episcopale il 6 gennaio dell'anno successivo nella basilica di San Pietro.
Dal 2006 al 2010 è presidente della Conferenza Episcopale Svizzera.
Molto vicino alla visione teologica di papa Benedetto XVI e impegnatissimo sul fronte dell'ecumenismo nella sua diocesi, il 1º luglio 2010 viene elevato alla dignità di arcivescovo e nominato presidente del Pontificio consiglio per la promozione dell'unità dei cristiani e della Commissione per le Relazioni Religiose con gli Ebrei.
Benedetto XVI lo eleva al rango di cardinale diacono della Nostra Signora del Sacro Cuore nel concistoro del 20 novembre 2010.
Prende parte al conclave del 2013, che elegge papa Francesco, e al conclave del 2025, che elegge papa Leone XIV.
Dal 30 novembre 2011 è presidente onorario dell'associazione internazionale "Tu es Petrus", fondata nel 2005 a Battipaglia dal cardinale Francesco Marchisano e dal vaticanista Gianluca Barile. Il 22 aprile 2017 ha ritirato la cittadinanza onoraria di Battipaglia, conferitagli su proposta dello stesso Barile, dalle mani della sindaca Cecilia Francese.
Il 27 luglio 2015 papa Francesco lo nomina suo inviato speciale alla celebrazione conclusiva in occasione dei 1500 anni dalla fondazione dell'abbazia di Saint-Maurice, in programma il 22 settembre 2015.
Il 3 dicembre 2016, riceve, in occasione della cerimonia di apertura dell’anno accademico 2016-2017 dell'Accademia Bonifaciana di Anagni il Premio internazionale Bonifacio VIII - Città di Anagni 2016 "...per una cultura della Pace..." e il titolo di senatore accademico onorario della stessa istituzione.
Il 3 maggio 2021, durante un Concistoro presieduto da papa Francesco, è stato promosso all'ordine presbiterale mantenendo la propria diaconia elevata pro hac vice a titolo cardinalizio.
Il 5 giugno 2022 papa Francesco lo nomina prefetto del Dicastero per la promozione dell'unità dei cristiani. Decaduto dall'incarico il 21 aprile 2025 a motivo della morte del pontefice, il 9 maggio successivo viene riconfermato da papa Leone XIV.

## Genealogia episcopale e successione apostolica
La genealogia episcopale è:
- Cardinale Scipione Rebiba
- Cardinale Giulio Antonio Santori
- Cardinale Girolamo Bernerio, O.P.
- Arcivescovo Galeazzo Sanvitale
- Cardinale Ludovico Ludovisi
- Cardinale Luigi Caetani
- Cardinale Ulderico Carpegna
- Cardinale Paluzzo Paluzzi Altieri degli Albertoni
- Ritratto ufficiale di Sua Eminenza il Cardinale Kurt Koch, olio su tela, 80×120 cm, opera del M° Giuseppe Tedeschi. Collezione privata del Cardinale. Dono dell’Associazione Internazionale "Tu es Petrus" in occasione della cerimonia di conferimento delle chiavi della città di Battipaglia.Papa Benedetto XIII
- Papa Benedetto XIV
- Papa Clemente XIII
- Cardinale Enrico Benedetto Stuart
- Papa Leone XII

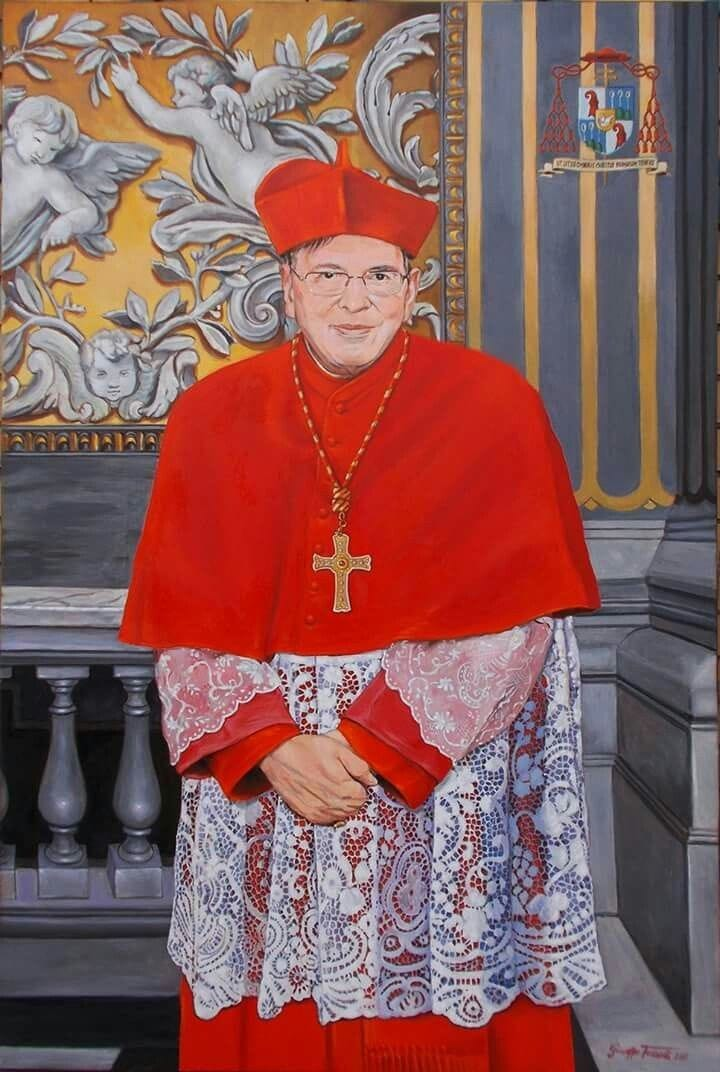
Ritratto ufficiale di Sua Eminenza il Cardinale Kurt Koch, olio su tela, 80×120 cm, opera del M° Giuseppe Tedeschi. Collezione privata del Cardinale. Dono dell’Associazione Internazionale "Tu es Petrus" in occasione della cerimonia di conferimento delle chiavi della città di Battipaglia.

- Cardinale Chiarissimo Falconieri Mellini
- Cardinale Camillo Di Pietro
- Cardinale Mieczysław Halka Ledóchowski
- Cardinale Jan Maurycy Paweł Puzyna de Kosielsko
- Arcivescovo Józef Bilczewski
- Arcivescovo Bolesław Twardowski
- Arcivescovo Eugeniusz Baziak
- Papa Giovanni Paolo II
- Cardinale Kurt Koch

La successione apostolica è:
- Vescovo Denis Theurillat (2000)
- Vescovo Felix Gmür (2011)
- Vescovo Joseph Marie Bonnemain (2021)